# Avon Championships of Cincinnati
L'Avon Championships of Cincinnati è stato un torneo femminile di tennis che si disputava a Cincinnati negli USA su campi in sintetico indoor.

## Albo d'oro

### Singolare
| Anno | Campionessa         | Finalista     | Punteggio |
| ---- | ------------------- | ------------- | --------- |
| 1980 | Tracy Austin        | Chris Evert   | 6–2, 6–1  |
| 1981 | Martina Navrátilová | Sylvia Hanika | 6–2, 6–4  |
| 1982 | Barbara Potter      | Bettina Bunge | 6–4, 7–6  |

### Doppio
| Anno | Campionesse              | Finalista                       | Punteggio     |
| ---- | ------------------------ | ------------------------------- | ------------- |
| 1980 | Laura duPont Pam Shriver | Mima Jaušovec Ann Kiyomura      | 6–3, 6–3      |
| 1981 | Kathy Jordan Anne Smith  | Martina Navrátilová Pam Shriver | 1–6, 6–3, 6–3 |
| 1982 | Sue Barker Ann Kiyomura  | Pam Shriver Anne Smith          | 6–2, 7–6      |